# Le Madame

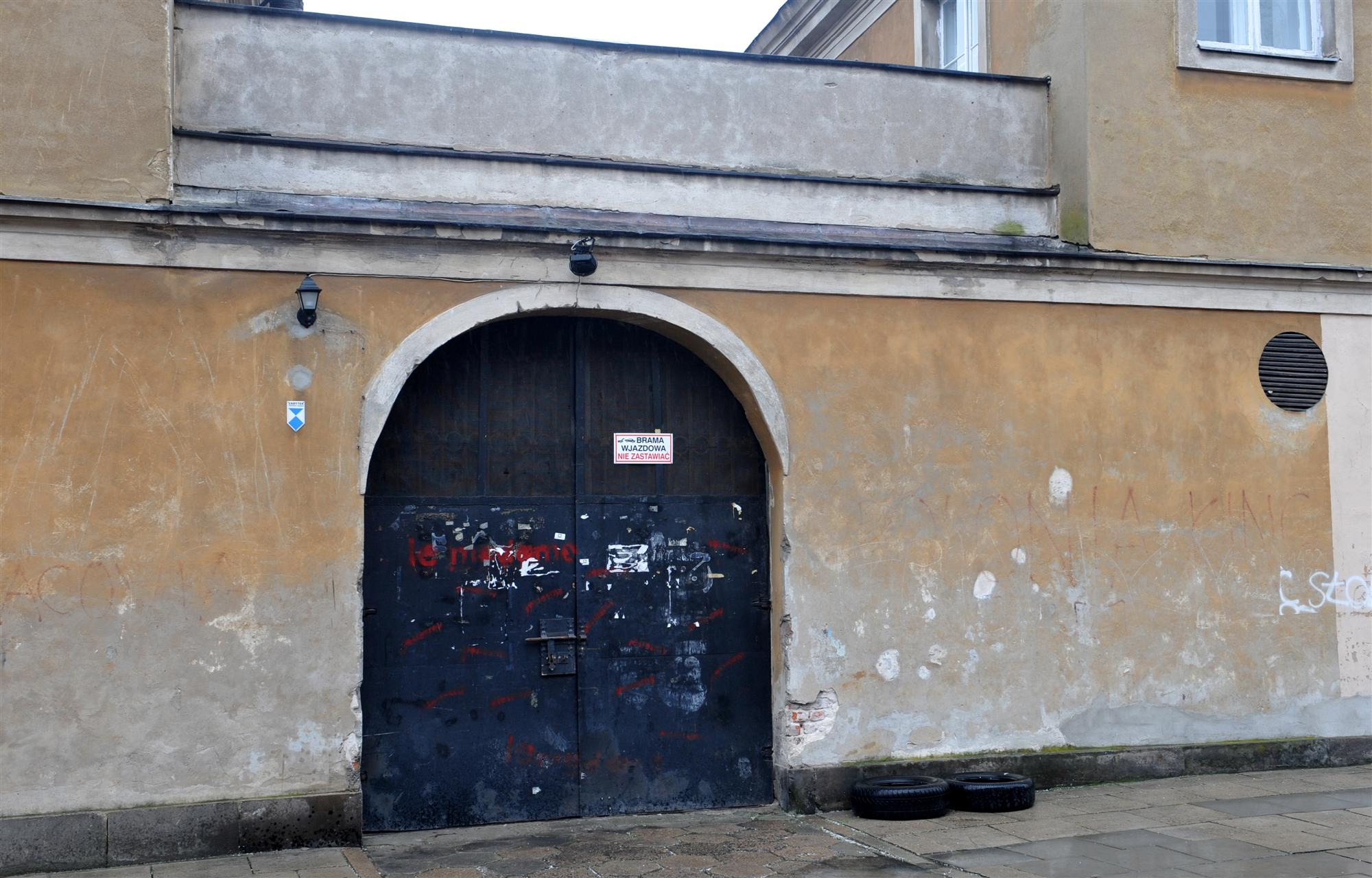
Brama wejściowa do klubu Le Madame od ul. Koźlej

Le Madame – były klub i galeria w Warszawie na Nowym Mieście, mieszczące się w kamienicy przy ulicy Freta z wejściem od ulicy Koźlej 12, założone jesienią 2003 przez Krystiana Legierskiego i Elę Solanowską pod nazwą Galeria Le Madame. Nazwę klubu zaczerpnięto z języka francuskiego, celowo zmieniając rodzajnik na męski (w wolnym tłumaczeniu: ten pani).

## Opis
Z Le Madame korzystało wiele organizacji i grup nieformalnych, m.in. Zieloni 2004, Porozumienie Kobiet 8 marca, Kino Polska, Mistrzowska Szkoła Andrzeja Wajdy, Instytut Stosowanych Nauk Społecznych UW, Pro Varsowia, TVN24, Stowarzyszenie Drama czy Polskie Stowarzyszenie Racjonalistów. W 2005 roku klub Le Madame został wyróżniony nagrodą „Gazety Wyborczej” dla miejsca roku 2004 – „Wdechy 2004”. W Le Madame odbywały się koncerty, wystawy, spektakle teatralne (do marca 2006 klub gościł ok. 60 teatrów, m.in. Teatr Rozmaitości).
Umowa o wynajęcie pomieszczeń klubu została podpisana z państwową spółką Eureka, która w marcu 2005 przegrała proces z miastem Warszawa i straciła prawo własności do kamienicy przy ulicy Freta, w której miał siedzibę klub. Nowy właściciel budynku, Urząd m.st. Warszawy, postanowił nie honorować dotychczasowych umów najmu. Przez rok trwały starania właścicieli o utrzymanie się klubu w tym miejscu. Miasto do stycznia 2006 nie wystawiało klubowi faktur za opłaty z tytułu najmu. Kiedy w styczniu 2006 wystawiło fakturę zbiorczą, właściciele zakwestionowali wysokość wyliczonej w niej opłaty za czynsz. 
O klubie stało się głośno w marcu 2006, gdy pojawił się komornik sądowy Jacek Bogiel. Przez kilka dni i nocy na miejscu protestowali bywalcy, miłośnicy, politycy i artyści. Poparcia klubowi udzielił aktor John Malkovich, który w tym czasie przebywał w Warszawie. 31 marca 2006 w Le Madame pojawił się komornik sądowy w eskorcie policji i protestujący zostali usunięci z lokalu siłą, a klub został komisyjnie opieczętowany.
Według właścicieli i sympatyków klubu zamknięcie oraz eksmisja nie miały związku z długami, lecz były spowodowane względami ideologicznymi rządzącej ówcześnie miastem partii PiS. Władze miasta zaprzeczały tym zarzutom.
Historia kilkudniowej okupacji i eksmisji Le Madame została przedstawiona w filmie Joanny Rajkowskiej Le Ma! (2006, 25 min).
Postępowanie sądowe w sprawie egzekucji długu wraz z odsetkami w łącznej wysokości ok. 600 tys. zł. zakończyło się w 2018 przegraną władz miasta.